# Star Wars: Phasma
Star Wars: Phasma è un romanzo di Guerre stellari scritto da Delilah S. Dawson e pubblicato da Del Rey Books il 1º settembre 2017. Il libro, annunciato alla Star Wars Celebration del 2017, narra delle origini del Capitano Phasma, antecedentemente alla sua entrata nel Primo Ordine.
L'edizione italiana è stata pubblicata da Mondadori, nella collana Oscar Fantastica, il 14 maggio 2019.

## Trama
L'agente della Resistenza Vi Moradi e il suo droide U5-GG ("Gigi") stanno effettuando una missione esplorativa di controllo delle coordinate iperspaziali in cerca di attività del Primo Ordine. Durante una di queste missioni di routine, il suo starhopper viene catturato dal raggio traente dello star destroyer di classe Resurgent Absolution. A scopo precauzionale, Vi cancella le memorie di Gigi. Lo starhopper di Vi viene rimorchiato nell'hangar dell'Absolution, dove lei e Gigi vengono catturate da un contingente di stormtrooper guidati dal Capitano Cardinal, che indossa un'armatura da stormtrooper rossa.
Vi afferma di essere una mercante indipendente ma il Capitano Cardinal la identifica come una spia della Resistenza e insiste per interrogarla personalmente. Assicurandosi di non far comparire l'interrogatorio nei registri del Primo Ordine, Cardinal la porta in una stanza degli interrogatori segreta nelle viscere dell'Absolution e la lega ad una sedia da interrogatorio. Dopo aver scoperto che Vi aveva precedentemente visitato il pianeta Parnassos, Cardinal le chiede cosa sappia della sua rivale, il Capitano Phasma, una stella nascente del Primo Ordine.
Vi finge di non sapere nulla, finché Cardinal non attiva le impostazioni di elettroshock della sedia da interrogatorio. Sotto pressione, Vi inizia a raccontare la storia di Phasma raccontata da una donna di nome Siv. La storia di quest'ultima inizia dodici anni prima su Parnassos. L'allora sedicenne Siv faceva parte di una banda nota come lo Scyre, un gruppo di cacciatori-raccoglitori che viveva sul mondo ambientalmente devastato di Parnassos, che era stato colpito da un grave cataclisma anni prima. Lo Scyre conduce una difficile vita su questo pianeta post-apocalittico.
Lo Scyre è guidato dall'anziano e malato Egil. Un giovane guerriero di nome Porr ha accoltellato Egil nel corso di un colpo di stato, ferendo gravemente l'attempato leader. Porr insiste per utilizzare un detraxor per estrarre i nutrienti dal corpo di Egil, un rituale semi-religioso che fornisce nutrienti al clan sull'arido mondo. Siv contesta apertamente le disonorevoli azioni di Porr, dicendogli che ha violato il rituale sacro. Anche un giovane di nome Keldo, al quale manca la parte inferiore di una delle gambe, condanna Porr per aver ucciso il leader fuori dal combattimento. 
Porr si autoproclama con arroganza nuovo leader del clan. Egli viene tuttavia sfidato dalla sorella minore di Keldo, Phasma, una robusta e tembile guerriera. Quest'ultima rifiuta l'offerta di Porr di diventare sua vice e lo sfida a duello. Phasma si comporta egregiamente nel combattimento contro Porr. Keldo mette tuttavia fuori gioco Porr tagliando i tendini delle sue caviglie e rendendolo permanentemente zoppo. Il giovane giustifica il suo gesto affermando che sia una punizione nei confronti di Porr per aver puntato le armi contro la sua gente. A supporto di suo fratello, Phasma costringe Porr a scegliere tra la morte e una vita al suo servizio. Porr sceglie di vivere e si sottomette a Phasma e Keldo. Mentre Keldo e Phasma prendono il comando dello Scyre, Egil muore e viene sottoposto al detraxor.
Di ritorno al presente, un insoddisfatto Cardinal chiede a Vi "informazioni rilevanti" su Phasma. I due stringono allora un accordo per il quale l'ufficiale del Primo Ordine avrebbe dovuto liberare la spia della Resistenza una volta ottenute informazioni utili su Phasma. Vi convince inoltre Cardinal a rivelare la sua faccia. Essa scopre così che si tratta di uno dei bambini soldato reclutati dal Generale Brendol Hux nel corso del programma di allenamento creato dopo la battaglia di Jakku. Vi rivela inoltre che Phasma aveva mentito sul fatto che Parnassos fosse stato distrutto in modo tale da nascondere un accordo segreto stretto con il defunto Generale Hux.
Continuando la sua storia, Vi avverte Cardinal che Phasma farebbe di tutto per sopravvivere. Dieci anni prima, la madre dello Scyre Ylva aveva una figlia di cinque anni di nome Frey. A causa dell'alto tasso di mortalità infantile, gli abitanti di Parnassos davano un grande valore alla loro prole. Un clan rivale noto come i Claw, guidati da un dug di nome Balder, sferra un attacco nel tentativo di rapire Frey. Lo Scyre sventa tuttavia il tentativo degli intrusi quando Phasma sconfigge Balder in combattimento, ferendolo con una spada intinta in una pasta a base di un lichene tossico.
Nonostante l'essere riusciti a salvare Frey, sorgono delle tensioni tra Phasma e suo fratello Keldo. Quest'ultimo è deluso dal fatto che Phasma gli abbia nascosto il segreto del lichene tossico. Con Balder ferito e la sua gente a leccarsi le ferite, Phasma propone di attaccare l'accampamento dei Claw e di prendere il controllo del loro territorio finché ne hanno l'opportunità. Keldo non è tuttavia d'accordo e insiste che il clan debba usare la forza solo per difendersi e non per attaccare, indipendentemente da quanto siano tirannici i suoi vicini. In seguito a un voto, la maggior parte dello Scyre vota in favore della proposta di Keldo di negoziare una tregua con i Claw. Phasma considera tuttavia la decisione di suo fratello come un tradimento, segnando la nascita del seme della discordia tra i due fratelli.
Nonostante sia ipnotizzato dalla storia, Cardinal continua a volere informazioni che lo possano aiutare ad inchiodare Phasma ad un incontro con il Generale Armitage Hux, figlio del defunto Brendol, che si terrà l'indomani. In cambio di maggiori informazioni, Vi convince Cardinal a portarle acqua e razioni di proteine. Mentre Cardinal la nutre, Vi informa il soldato che nella Resistenza si possono mangiare i cibi e piante veri con ingredienti come spezie e sale. Cardinal risponde che quando viveva su Jakku la sua alimentazione consisteva in topi del deserto, uccelli e grilli.
Quando Cardinal chiede a Vi perché si è unita alla Resistenza, Vi ammette di essere un mercenario, ma afferma anche di non essere intenzionata a lavorare con il Primo Ordine, definendolo come "I cattivi". In tutta risposta, Cardinal ribatte che la Resistenza manchi di moralità e sostenga anarchia, distruzione ed egoismo. Quando Vi risponde che il Primo Ordine sia incline alla dittatura galattica, Cardinal afferma che la democrazia abbia fallito sia nella Repubblica che nella Nuova Repubblica perché gli esseri senzienti sono incapaci di fare scelte che facciano il loro interesse nel lungo periodo. L'ufficiale sostiene inoltre che il Primo Ordine sia sinonimo di stabilità.
Dopo un dibattito politico, Cardinal racconta di essere cresciuto in povertà su Jakku e incolpa la Nuova Repubblica di ignorare i mondi poveri e arretrati in favore di quelli più ricchi. Quando Vi ribatte che neanche il Primo Ordine sta nutrendo o fornendo cure mediche ai bambini di Jakku, Cardinal afferma che il momento sta arrivando. Rischia di scoppiare una lite furiosa quando Vi mette in dubbio la bontà di Brendol Hux. La spia riesce comunque a disinnescare la situazione offrendo maggiori informazioni in cambio di acqua. Cardinal la informa inoltre di essere a conoscenza del fatto che suo fratello Baako Moradi sia un diplomatico, cosa che fa infuriare Vi, dal momento che non ha mai rivelato a suo fratello il suo lavoro di spia.
Vi racconta quindi la storia di come Phasma abbia incontrato Brendol Hux. In seguito alla tregua con i Claw, un guscio di salvataggio si schianta nel deserto nei pressi del territorio di Balder. Desiderosa di recuperare metallo, tecnologia, vestiti, medicine, cibo e armi, Phasma suggerisce di recuperare questi rifornimenti. Suo fratello Keldo non è tuttavia intenzionato a rischiare di entrare in conflitto con i loro vicini. Quest'ultimo accetta infine con riluttanza di permettere a Phasma e ai suoi guerrieri di raggiungere la nave in cambio della promessa di trovare un accordo con Balder e mantenere la pace.
Dopo aver raggiunto i confini del suo territorio, Phasma ignora gli ordini di Keldo e ordina a Gosta, una dei suoi guerrieri, di uccidere una sentinella dei Claw. Dopo aver raggiunto l'altopiani sul quale vive Balder, essi scoprono i Claw radunati intorno a cinque stranieri. Tra questi figurano il Generale Hux, tre stormtrooper e un droide nero. Balder permette al Generale Hux di parlare. Attraverso il suo droide, Brendol offre di fornire alla gente armi, cibo, medicine ed acqua in cambio dell'aiuto per raggiungere la sua nave, che si è schiantata sul pianeta molto lontano dai territori dello Scyre e dei Claw.
Brendol rivela inoltre la sua appartenenza al Primo Ordine e afferma di essere alla ricerca di guerrieri da tutta la galassia per supportare la sua causa. Egli sostiene che la sua gente sia ben dotata e ben addestrata. In cambio del loro aiuto, Hux offre un posto nel Primo Ordine. Sostenendo di essere il miglior guerriero di Parnassos, Phasma si offre di aiutare Brendol a raggiungere la sua nave. Balder contesta però la sua presenza affermando che essa stia rompendo la tregua. Phasma sembra allora voler accettare la proposta di Balder di scambiare Frey in cambio del mantenimento della tregua ma finisce per accoltellarlo nello stomaco.
Mentre scoppia una battaglia tra lo Scyre e i Claw, Phasma convince Brendol e i suoi soldati a seguirla. Torben, uno dei guerrieri di Phasma, si occupa di trasportare in spalla il ferito Hux. Sotto la guida di Phasma, i guerrieri dello Scyre infliggono perdite gravissime ai Claw, contando solo due caduti nei loro ranghi. Nonostante la rottura della tregua, la guerriera considera il combattimento una vittoria, dal momento che non solo lei e i suoi guerrieri hanno ucciso il leader dei Claw ma hanno anche acquisito Brendol e i suoi soldati.
Di ritorno nel presente, Cardinal afferma che la storia non sia sufficiente e chiede maggiori informazioni. Quando quest'ultimo chiede a Vi da quale prospettiva stia raccontando, essa risponde di aver fatto ricerche su tutti i grandi nomi del Primo Ordine, incluso lui. Considerando Cardinal un soldato onesto e dotato di principi, Vi afferma che potrebbe utilizzare le informazioni per inchiodare il Capitano Phasma o per comprendere la reale natura del Primo Ordine e disertare. Non trovando alcuna colpa nelle azioni della sua rivale, Cardinal chiede a Vi di continuare la sua storia.
Tornando al racconto di Vi, Phasma e i suoi guerrieri dello Scyre riportano Brendol e i suoi soldati al loro campo. La giovane è impressionata dalla disciplina e dall'allenamento dei soldati del Primo Ordine. Durante il viaggio Phasma ne approfitta per ingraziarsi Brendol, che rivela di aver osservato diverse altre masse continentali abitabili mentre era in volo su Parnassos, comprese praterie, foreste e grossi insediamenti. La giovane scopre inoltre del Primo Ordine e del suo obiettivo di portare stabilità, progresso e ordine nella galassia.
Di ritorno alla casa dello Scyre nel Nautilus, Phasma tenta di placare l'ira di suo fratello Keldo con una gamba recuperata dal droide traduttore di Brendol, scomparso durante il conflitto con i Claw. Nonostante la presenza degli stranieri, Keldo è arrabbiato con la sorella per aver insensibilmente rotto il trattato di pace con i Claw. Il giovane non è impressionato da Brendol, contestando la "grandezza" del Primo Ordine per la sua incapacità di disattivare il sistema di difesa orbitale. Phasma confessa a suo fratello di essere intenzionata ad aiutare Brendol e i suoi uomini a ritrovare la loro nave in cambio di ricchezze e gloria. Keldo è contrario all'idea, dal momento che vuole proteggere gli esigui territori dello Scyre.
Nonostante il rifiuto di Keldo di approvare la missione di recupero, la disobbediente Phasma sgattaiola fuori dall'accampamento nel cuore della notte insieme a quattro guerrieri, Gosta, Torben, Carr e Siv, Brendol e i suoi tre soldati. In segno di affronto nei confronti di Keldo, la giovane ruba anche il cibo, gli attrezzi e le risorse d'acqua del clan. Di nuovo nel presente, Cardinal non trova colpe nelle azioni di Phasma, osservando che la sua decisione di allearsi con il più forte eliminando al contempo l'influenza del suo debole fratello è perfettamente il linea con la filosofia del Primo Ordine. Quando Cardinal chiede la prova documentata dei misfatti della sua rivale, Vi riesce a negoziare in cambio un medpac e più cibo e acqua.
Prima che Cardinal esca dalla porta, Vi gli chiede se si ricordi la prima volta che Phasma è venuta sul Finalizer. Mentre sta attraversando un corridoio per recuperare un medpac e più cibo, il soldato riflette sul giorno nel quale ha incontrato la sua rivale per la prima volta, che considera il momento nel quale ha perso tutto ciò per cui aveva combattuto. Fin dal momento in cui aveva lasciato Jakku, Cardinal aveva scalato i ranghi del Primo Ordine fino a diventare il principale istruttore del programma stormtrooper.
In quel nefasto giorno, Cardinal ricorda di essere stato convocato ad un evento non programmato con il Generale Hux. Qui ha incontrato un'altra figura vestita con un'armatura da stormtrooper sudicia. Durante l'incontro, il generale ha diviso il programma di allenamento degli stormtrooper tra i due ufficiali. Cardinal avrebbe continuato ad occuparsi delle reclute nuove e di quelle più giovani, mentre a Phasma sono stati assegnati adolescenti e adulti. Egli rimane ulteriormente amareggiato quando la sua rivale lo sostituisce come guardia del corpo personale di Hux.
Mentre sta recuperando i rifornimenti per Vi, inizia a riflettere sui giovani cadetti nella sala mensa. Egli crede che il Primo Ordine sia sinonimo di uguaglianza e porrebbe fine al problema dei bambini che muoiono di fame, sete o esposizione. L'ufficiale non si sente inoltre a suo agio a lavorare con una spia nemica per eliminare la sua rivale, ma si autorassicura che lo sta facendo per il bene del Primo Ordine. Egli decide quindi di farla parlare senza però perdere il controllo.
Una volta tornato nella stanza da interrogatorio di Vi, Cardinal le serve delle razioni di vitamine, che per la spia hanno un sapore simile a quello del pollo. Il soldato la incita quindi a fornire informazioni incriminanti su Phasma. Vi si offre allora di fornire informazioni che avrebbero distrutto il mito che Phasma sia un soldato modello del Primo Ordine e soprattutto che avrebbero indicato un suo coinvolgimento nella morte di Brendol.
Continuando la sua storia, Vi torna al viaggio verso l'astronave di Brendol. Nonostante sia leale a Phasma, Siv è angosciata dal dilemma morale di aver rubato i due detraxor del suo clan. Dopo aver spiegato a Brendol il funzionamento dei detraxor, Siv e gli altri scoprono che il Primo Ordine si rifornisce di cibo tramite mercanti. Dopo aver scalato una grossa montagna, i viaggiatori incespicano in un terreno sabbioso composto da un misto di minerali e polvere vulcanica. Durante il viaggio, Carr viene morso alla mano da uno scarabeo dorato. Su consiglio di Phasma, i soldati rivestono le loro armature con la sabbia cinerea.
Mentre il gruppo prosegue il suo viaggio, le condizioni di Carr peggiorano sempre di più e il suo corpo inizia a gonfiarsi. Poco dopo vengono inoltre attaccati da alcuni predoni a bordo di slitte trainate da grosse lucertole. Oltre a ciò il deserto è abitato da migliaia di scarabei, che banchettano con la carne e il sangue dei caduti. Soccombendo al morso dello scarabeo, la pelle gonfia di Carr si dissolve bruscamente, facendo collassare il suo corpo in una nuvola d'acqua, lasciando dietro di sé solo sangue, organi avvizziti e ossa traslucide. Mentre riflettono sulla perdita del loro compagno, Phasma e i suoi guerrieri raccolgono la carne e la pelle delle lucertole morte. 

## Personaggi
- Phasma è una ragazza nata sul pianeta di Parnassos, abile guerriera; mentre suo fratello, Keldo, è zoppo ma possiede delle capacità intelletive elevate. Quando Phasma incontrerà il generale Brendol Hux, precipitato su Parnassos, ella accompagnerà quest'ultimo alla sua navicella per poi riuscire a ritornare dal Primo Ordine e riuscire a dare una vita migliore agli abitanti dello Scyre, luogo situato su Parnassos. Pian piano affiora la "vera natura" di Phasma, rimasta nascosta fino a quel momento.

- Vi Moradi, nome in codice Sterling, è una spia della Resistenza. Ha un fratello maggiore di nome Baako, di professione dignitario. Durante una perlustrazione nelle Regioni Ignote, Moradi viene catturata dal Primo Ordine e successivamente interrogata in segreto dal capitano Cardinal, responsabile dello star destroyer Absolution. In passato ella ha parlato con Siv, una guerriera di Phasma.

- Cardinal è un assaltatore d'alto rango del Primo Ordine ed è a comando dello star destroyer classe Resurgent Absolution. Egli si occuppa dell'allenamento delle giovani reclute; dopo essere stato "superato" da Phasma, Cardinal prova odio e un sentimento di rivalsa verso quest'ultima. Quando cattura Vi Moradi egli cerca di estrapolargli ogni possibile informazione per screditare Phasma e distruggere la reputazione di quest'ultima.